# Drosophila freiremaiai
Drosophila freiremaiai este o specie de muște din genul Drosophila, familia Drosophilidae, descrisă de Vilela și Bachli în anul 2000. Conform Catalogue of Life specia Drosophila freiremaiai nu are subspecii cunoscute.